# Acanthoclita
Acanthoclita là một chi bướm đêm thuộc phân họ Olethreutinae, họ Tortricidae Tortricidae.

## Các loài
- Acanthoclita acrocroca Diakonoff, 1982
- Acanthoclita argyrotorna (Diakonoff, 1984)
- Acanthoclita balanoptycha (Meyrick, 1910)
- Acanthoclita balia Diakonoff, 1982
- Acanthoclita bidenticulana (Bradley, 1957)
- Acanthoclita conciliata (Meyrick, 1920)
- Acanthoclita dejiciens (Meyrick, 1932)
- Acanthoclita hilarocrossa (Meyrick, năm Joannis, 1930)
- Acanthoclita iridorphna (Meyrick, 1936)
- Acanthoclita phaulomorpha (Meyrick, 1927)
- Acanthoclita trichograpta (Meyrick, 1911)